# دیبول (تگزاس)
دیبول، تگزاس(به انگلیسی: Diboll, Texas) شهری در ایالت تگزاس از ایالات جنوبی ایالات متحده آمریکا است. در سرشماری سال ۲۰۰۰، جمعیت این شهر ۵۴۷۰ نفر اعلام شد.